# Droga wojewódzka nr 882
Droga wojewódzka nr 882 ― droga wojewódzka w Polsce o długości ok. 3,5 km. Rozpoczyna się na skryżowaniu z ul. Warszawską w Rzeszowie, a kończy na rondzie z drogą krajową nr 97. Znajduje się na niej most Tadeusza Mazowieckiego.
Na drodze znajdują się 3 ronda:
- pierwsze z ul. Borową,
- drugie z drogą wojewódzką nr 878,
- trzecie, na którym kończy się trasa z al. Żołnierzy I Armii Wojska Polskiego (droga krajowa nr 97).